# 交通機関の喫煙規制
交通機関の喫煙規制（こうつうきかんのきつえんきせい）では、交通機関における喫煙規制（禁煙化）について日本と各国の状況を述べる。

## 概要
日本においては、保安・防災上の理由や、健康増進法により、受動喫煙を防止する努力義務が課せられたこともあり、交通機関の禁煙化が進んでいる。禁煙タクシーも増加している。なお、禁煙箇所で喫煙した場合は、鉄道営業法などの法令違反として強制的に下車させられる場合もあり、特に悪質な場合は現行犯逮捕されるケースもある。また、2010年代後半以降急速に普及している加熱式たばこ・電子タバコについても全面的に禁止したり、駅構内の分煙化のために設置していた喫煙コーナー（ルーム）を撤去し、駅構内全面禁煙となった交通機関が多い。
日本の鉄道においては、過去には車両の一部座席を禁煙として「禁煙席」を設置したり、編成内の特定車両を禁煙として「禁煙車」を設置する列車もあったが、現在はほとんど見られない。一例として、2002年12月のダイヤ改正までは当時常磐線の特急「スーパーひたち」に使用されていた651系の基本編成（1 - 7号車）の4号車グリーン車の一部に「喫煙席」が設定されていた。
日本のタクシー、バスでは、旅客運送中の運転手の喫煙は禁じられており、二種免許の学科試験にも出題される。回送運行中は差し支えないが、後述のように禁煙化が進んでいることもあり、ある種の「引っかけ問題」である。
アメリカ合衆国のアーカンソー州・ルイジアナ州・カリフォルニア州では、自家用車であっても子供の乗る車内での喫煙は禁止されている。

## 鉄道・軌道

### 国鉄・JR

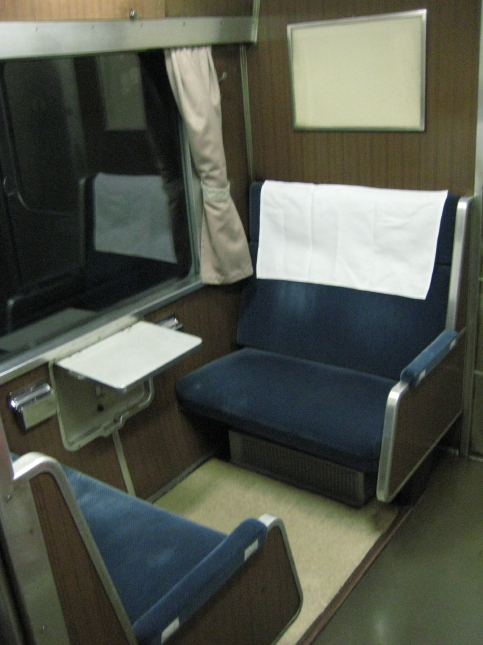
24系開放式A寝台車内に設けられている喫煙室（寝台急行「銀河」車内にて。2008年2月9日撮影）

1886年（明治19年）4月、列車ごとに中等車1両は禁煙とするよう定められた。1908年（明治41年）10月1日より、鉄道庁は東海道本線・横須賀線の新橋 - 横浜・国府津・横須賀間の急行列車に喫煙室を設けた。その後喫煙室は廃止されたが、
1919年（大正8年）には食堂車と寝台車に「禁喫煙」、電車・汽車に「喫煙遠慮」の掲示が出された。日本国有鉄道時代は、通勤形車両を使用する列車以外では全車両で喫煙可能であった。
特急や急行はもちろん普通列車でも、関西の快速・新快速を含め中距離電車の車両には灰皿が設置されていた。列車火災防止の観点から夜行列車（特に寝台車の寝台内）や、大都市圏を運行する国電または大都市近郊区間を運行する普通電車・各駅停車では禁煙となっていた。
東京周辺の例では、東海道線は東京 - 平塚間、東北本線（宇都宮線）は上野 - 小山間が禁煙とされていた。横須賀・総武快速線はこの区間に指定されており全面禁煙となっていた。このため同区間を運行する113系1000'番台には灰皿が設置されていない車両があった。
関西地区では東海道本線・山陽本線の西明石 - 京都間（国鉄末期には加古川 - 草津間に拡大）や大阪環状線、阪和線、関西本線（湊町 - 奈良）などが禁煙であった。横須賀・総武快速線と同様に、関西本線の113系にも運用区間が全面禁煙であったため灰皿が設置されていない車両があった。また、新快速に使用されていた117系は両端の先頭車両が区間に関係なく全面禁煙とされていた。

1976年（昭和51年）、新幹線「こだま」の16号車に禁煙車が初導入された。1980年（昭和55年）に国鉄や日本専売公社を相手取り、列車内の禁煙化を求める嫌煙権訴訟が起こされたことを契機として禁煙車設置が本格化した。
1987年（昭和62年）4月の国鉄分割民営化後は旅客サービス向上の動きも相まって、同年7月には山手線の原宿駅・目白駅で終日禁煙が開始された。1990年代以降は、優等列車全車両の半数から70 %が禁煙化された。また普通列車においては1992年（平成4年）、JR西日本岡山・広島支社管内で車内全面禁煙化が行われたのを皮切りに（翌年に全管内で全面禁煙化）、1997年（平成9年）3月にJR東日本、1998年（平成10年）10月にJR東海およびJR四国、1999年（平成11年）3月にJR九州、2006年（平成18年）3月にJR北海道管内において車内全面禁煙化が行われ、一部の夜行列車と一部列車のデッキ部を除いて普通列車内で喫煙はできなくなった。
2000年代に入ると、2007年（平成19年）3月のダイヤ改正ではJR各社が大幅禁煙化に踏み切った。2009年（平成21年）6月には航空機・高速バスとの競合が激しい東海エリアや西日本エリアで、新幹線・寝台列車・四国（岡山発着含む）の一部列車を除いて全列車禁煙となった。その後、2011年（平成23年）3月のダイヤ改正で四国（岡山発着含む）の列車も全列車禁煙となった。
JRグループでは2009年に駅構内の禁煙化を強化し、JR東海は3月14日に在来線を全て禁煙とした。JR東日本は首都圏一部駅のホーム上喫煙コーナーを廃止し、東京地区で4月1日以降は所定喫煙ルームを除き駅構内全てを禁煙とした。JR東日本はさらに同年10月1日に首都圏内の禁煙区域を拡大した。JR西日本は同年7月1日に京阪神地区の近郊区間251駅を新幹線ホームを除き禁煙とした。その結果、神奈川県内全駅の新幹線ホーム以外と、東海道本線の東京から神戸まで全駅の在来線ホームが禁煙となった。
JR九州は2012年（平成24年）4月1日に福岡と北九州都市圏在来線駅構内で、博多・小倉両駅の喫煙ルームを除き禁煙 とした。JR北海道でも2014年（平成26年）8月30日より、札幌圏（Kitacaエリア）の駅構内を全面禁煙（札幌・南千歳・新千歳空港駅の一部既存設備を除く）とした。
改正健康増進法が施行された2020年（令和2年）4月時点で一部で喫煙できる場所が存在した列車としては、喫煙専用室が設置された東海道新幹線・山陽新幹線・九州新幹線のN700系・N700A・500系・N700SやクルーズトレインのTRAIN SUITE 四季島（E001形）、TWILIGHT EXPRESS 瑞風（87系）と、適用除外となる個室のあるサンライズ出雲・サンライズ瀬戸（285系）があった。
JR東海・JR西日本・JR九州の3社は2024年（令和6年）3月16日に東海道・山陽・九州新幹線車内の喫煙ルームをすべて廃止した。JR西日本は同時に山陽新幹線各駅の壁、天井等によって区画されていない喫煙コーナーを廃止した。

### JR以外の鉄道・軌道事業者
私鉄の場合は、主に都市部で通勤形電車やそれに準ずる車両を用いる大手私鉄や地下鉄などは禁煙で、JR中距離電車に匹敵する運行距離の列車（近畿日本鉄道大阪上本町 - 鳥羽間快速急行150.4 km）でも、原則禁煙となっている。
- 東武鉄道の館林駅・新栃木駅以北の路線末端区間の8000系車両など、4扉ロングシート通勤形電車では喫煙が認められていたが、日光線快速車両以外に灰皿は設置されておらず床面に焦げ跡が見られた。
- 富士急行は自社と日本国有鉄道の灰皿設置車両で喫煙可能であったが、臨時乗り入れする115系の臨時急行列車は高尾駅通過後の旧国電区間が禁煙区間で、これは「○○ - ○○間は禁煙」と車内表示するなど、優等列車も国電区間（関西以外）は禁煙区間であったことによる。後年、開業当初から禁煙であった中央高速バスに合わせて全列車禁煙となった。

2000年代以降はJR同様、専用車両を用いる優等列車でもほぼ全面禁煙となり、2020年代においては唯一近鉄特急が喫煙ルームを設置（客席は2020年2月より全面禁煙）していたが、2024年3月1日に全ての喫煙ルームを廃止する。
地下鉄については火災および煙の充満を防止する観点から、東京メトロは帝都高速度交通営団時代の1988年に、都営地下鉄は1991年にそれぞれ全駅で全面禁煙を実施した。
東京地下鉄を除く関東地方の大手私鉄（東武鉄道・西武鉄道・京成電鉄・京王電鉄・小田急電鉄・東京急行電鉄・京浜急行電鉄・相模鉄道）と新京成電鉄・北総鉄道は、健康増進法が施行された2003年に、喫煙場所を全廃して駅構内を禁煙としている。つくばエクスプレスは2005年開業時当初から駅構内禁煙であった。伊豆急行は、2009年10月1日に、駅構内にある喫煙コーナーを撤去し、全駅で全面禁煙化を行っている。
中京地区は名古屋鉄道が2005年1月29日から、九州地区は西日本鉄道が2010年3月27日から、関西地区は2011年から南海電気鉄道・山陽電気鉄道・神戸電鉄・北神急行電鉄・大阪府都市開発・ 阪神電気鉄道 が駅構内を全て禁煙とし、阪急電鉄・京阪電気鉄道・近畿日本鉄道は喫煙場所以外で駅構内全て禁煙 としている。
第三セクター鉄道では、IGRいわて銀河鉄道が2011年9月から駅構内を全て禁煙 としている。
路面電車、モノレール、新交通システム、トロリーバス、ガイドウェイバスの軌道やOsaka Metro等、軌道線として特許された路線は軌道運輸規程で車内喫煙が禁じられている。大阪市営地下鉄や神戸市営地下鉄は、駅構内は全面禁煙で、駅長室や駅倉庫などに職員用喫煙所が見られる。

### 駅施設など
火災予防観点から長大なトンネルを含む地下鉄道構内は全て禁煙であった。それ以外の鉄道駅構内では「禁煙タイム」をラッシュアワー中心から全営業時間帯へ広げ、喫煙場所を限定して分煙を図っていたが、2000年代以降は上述のとおり、喫煙場所を廃止して終日全面禁煙とする鉄道事業者が増えている。

喫煙場所設置がない禁煙駅構内の煙草販売は、従来からの経過措置で許可されている。

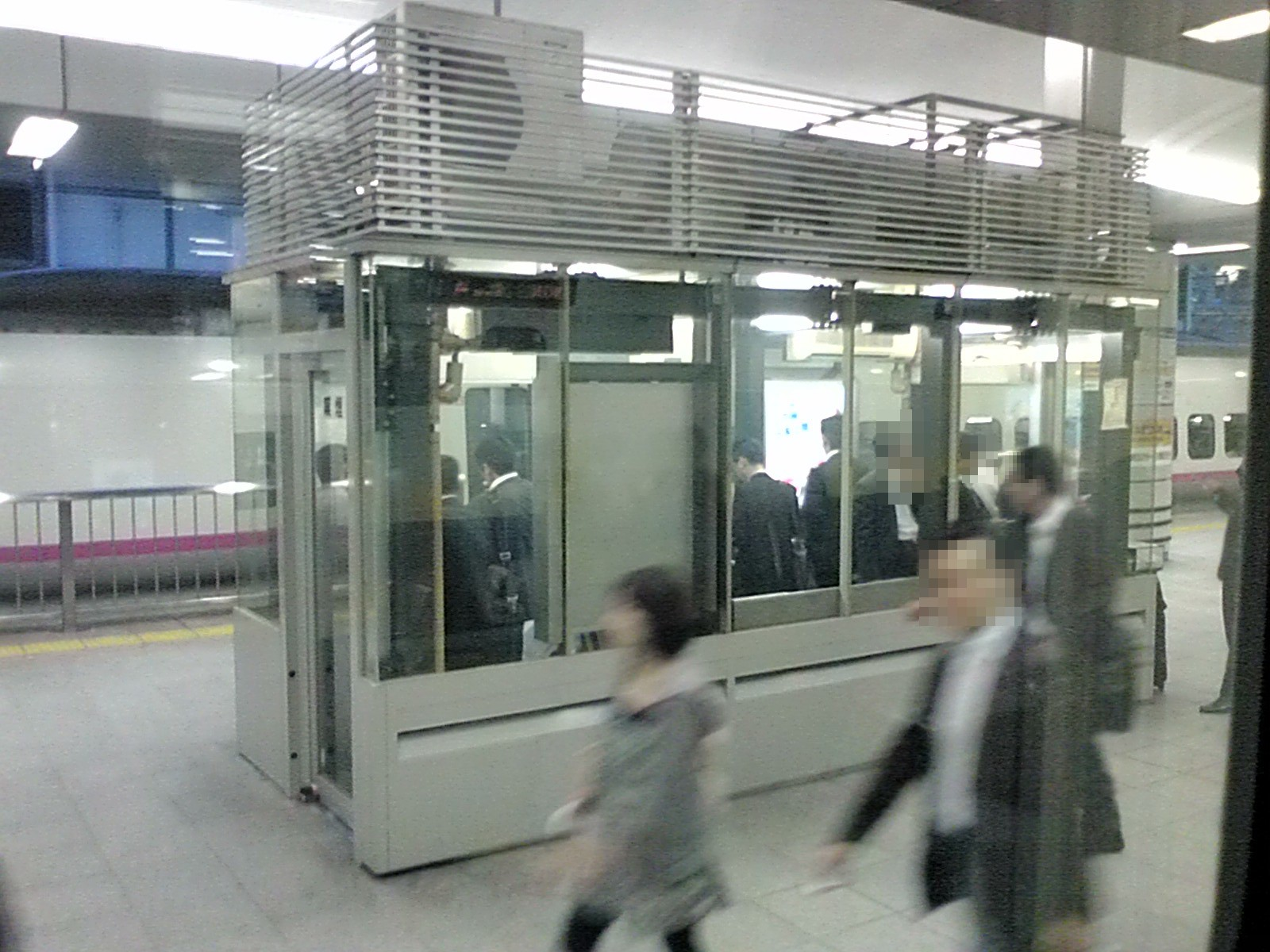
駅ホームに設置された喫煙室
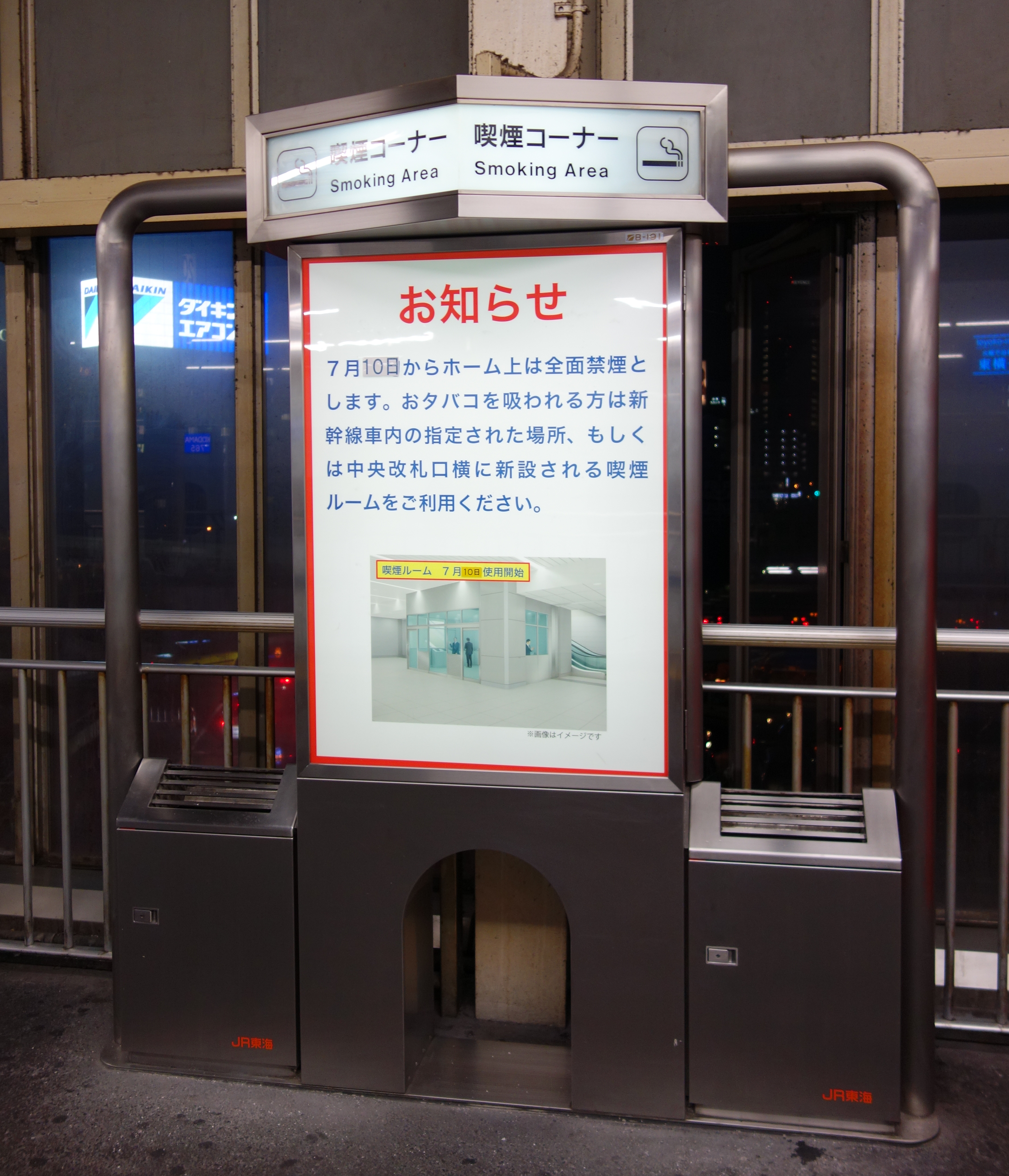
東海道新幹線新大阪駅。1964年開業以来喫煙可能であった
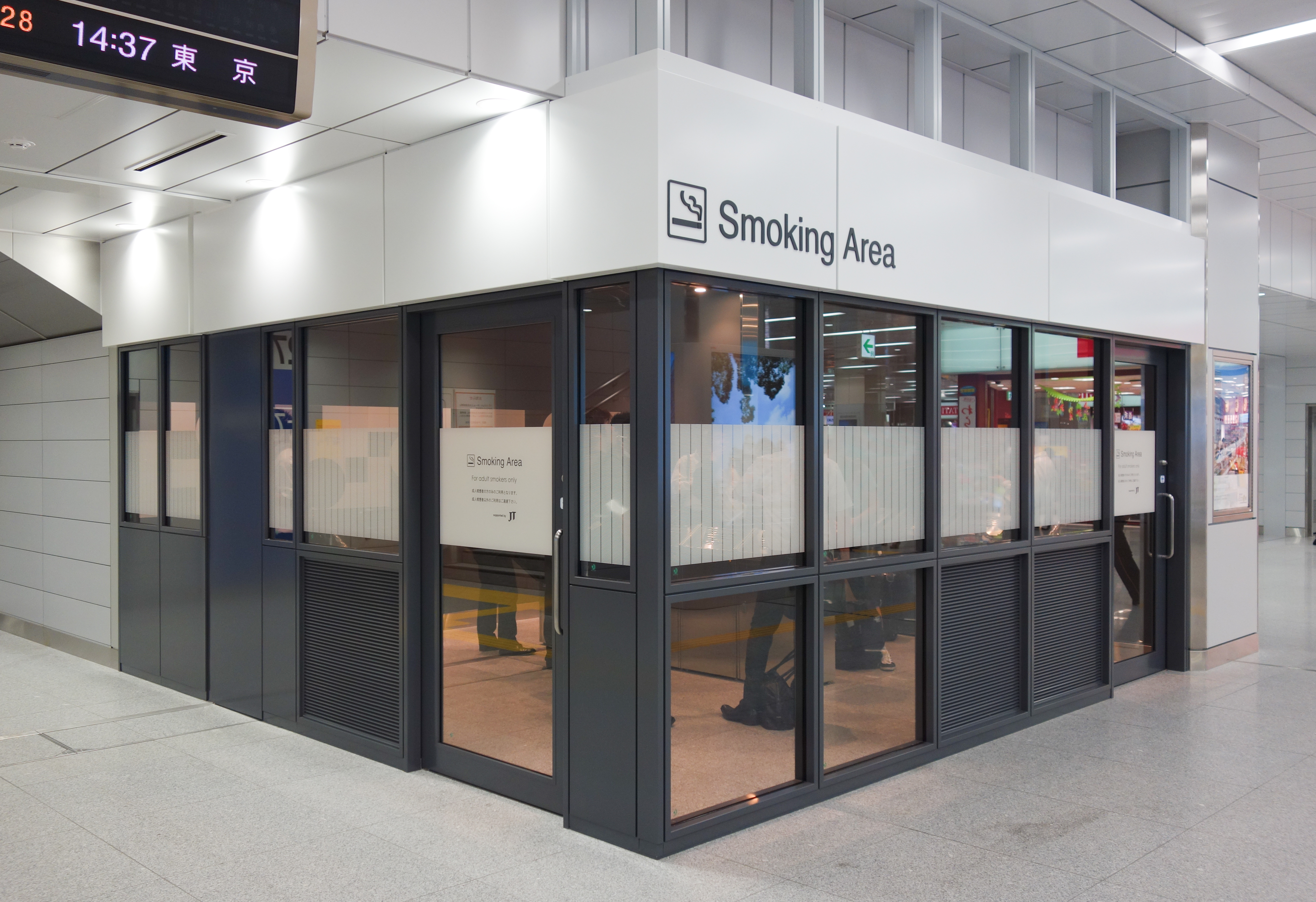
東海道新幹線新大阪駅。2013年7月10日より禁煙化され、コンコースに喫煙ルームが新設された

### 罰則
鉄道営業法（明治33年法律第65号）
第34条 制止を肯せすして左の所為を為したる者は10円以下の科料に処す
一 停車場其の他鉄道地内吸煙禁止の場所及吸煙禁止の車内に於て吸煙したるとき
ただし罰金及び科料の額等を物価変動に対応させる事を目的とした罰金等臨時措置法第2条第3項 に「科料で特にその額の定めのあるものについては、その定めがないものとする」とあることから現在の刑法第17条 が適用され千円以上1万円未満の科料となる。
軌道運輸規程 （大正12年鉄道省令第4号）
第十九条  軌道係員ノ制止ニ反シ左ノ所為ヲ為シタル者ハ三十円以下ノ罰金又ハ科料ニ処ス
三  喫煙禁止ノ車内ニ於テ喫煙シタルトキ
この条項は軌道法からの直接の委任がないため、遅くとも1947年12月31日を以て失効とされているが、条文は削除されていない。
神奈川県公共的施設における受動喫煙防止条例 （平成21年条例第27号）
第23条 (本条略)
2 第8条の規定に違反して喫煙禁止区域において喫煙をした者は、2万円以下の過料に処する。
神奈川県条例では以下の交通関係施設を第1種禁煙施設に指定している。第1種禁煙施設では喫煙所以外での喫煙を禁じている。
- 公共交通機関を利用する旅客の乗降、待合いその他の用に供する施設
- 旅客の運送の用に供する電車、自動車その他の車両又は船舶（運行する路線又は就航する航路の起点及び終点が県内にあるものに限る。）

受動喫煙の防止等に関する条例（兵庫県） （兵庫県条例第18号）
交通機関に関する施行日：2014年4月1日
罰則適用開始日：2014年10月1日
第16条 何人も、受動喫煙防止区域（括弧書き省略）において喫煙してはならない。
第25条 第16条第1項の規定に違反した者は、2万円以下の過料に処する。
兵庫県条例では以下の交通関係施設を受動喫煙防止区域に指定している。受動喫煙防止区域では喫煙所以外での喫煙を禁じている。
- 公共交通機関を利用する旅客の乗降、待合いその他の用に供する施設（鉄道の駅の屋外のプラットホームを含む。）
- 旅客の運送の用に供する列車、自動車その他の車両、船舶（県内に航路の起点及び終点があるものに限る。）又は航空機

同条例の施行により、兵庫県内の鉄道駅（新幹線含む）はプラットフォームを含め完全禁煙となる（喫煙室を除く）。

### 日本の列車禁煙化の歴史（国鉄・JR）
- 1908年10月1日：鉄道庁が新橋←→横浜・横須賀・国府津間の各急行列車に禁煙車を設置（1等車半輌、3等車1輌）。
- 1976年8月20日：新幹線初の禁煙車設置（東海道新幹線の「こだま」16号車）。
- 1980年4月7日：「嫌煙権確立を目指す法律家の会」による嫌煙権訴訟。被告は国、日本専売公社、日本国有鉄道。
- 1981年：在来線初の禁煙車設置。エル特急「とき」（上野 - 新潟間を走行）。
- 1982年11月：優等列車のほとんどに禁煙車が設定される（この時点では全て自由席のみ設置。特急列車のうち「みどり」は編成両数が少ないため設置されず）。
- 1985年4月：優等列車の指定席・グリーン席にも禁煙車・禁煙席を設置。
- 1989年6月：東日本旅客鉄道（JR東日本）・東海旅客鉄道（JR東海）・西日本旅客鉄道（JR西日本）の東海道本線全線の普通・快速列車を禁煙化、JR東日本の中央本線の禁煙区間が新宿 - 大月までに拡大される。
- 1992年：JR西日本が岡山・広島支社管内で普通・快速列車を禁煙化。
- 1993年3月：JR西日本が管内で普通・快速列車を全車禁煙化。
- 1994年12月：四国旅客鉄道（JR四国）が予讃線・本四備讃線の普通・快速列車を全車禁煙化。
- 1997年3月：JR東日本が管内の普通・快速列車を全車禁煙化。
- 1998年10月：JR東海、JR四国が管内の普通・快速列車を全車禁煙化。
- 1999年3月：九州旅客鉄道（JR九州）が管内の普通・快速列車を全車禁煙化。
- 2004年3月：九州新幹線が開業時より全車禁煙。
- 2005年12月：JR東日本が北陸新幹線・房総半島方面の特急「成田エクスプレス」などを全車禁煙化。
- 2006年3月：北海道旅客鉄道（JR北海道）が道内完結列車（青森に発着する急行「はまなす」を含む）を全車禁煙化。
- 2007年：3月のダイヤ改正で、各社とも大幅な禁煙化をおこなった。また7月から営業運転を開始した新幹線N700系は喫煙ルーム設置の上、全座席を禁煙としている。
  - JR東日本 新幹線を含む全車禁煙化（次項「（スーパー）白鳥」以外の他社直通列車と寝台列車、「リゾートしらかみ」の喫煙コーナーを除く）[29]。
  - JR北海道 「スーパー白鳥」を禁煙に、同社に残る喫煙可能な列車は「北斗星」のみとなる。
  - JR東海 「ムーンライトながら」、「あさぎり」、「伊那路」、「ふじかわ」を禁煙に、その他の特急列車は禁煙車を増加。
  - JR西日本 乗車時間が概ね3時間以内の列車を中心に禁煙に、その他の特急列車は禁煙車を増加。詳細は JR西日本発表
  - JR四国 「アンパンマン列車」で運転される「南風」の喫煙席を廃止。
  - JR九州 長崎方面の特急および「リレーつばめ」・「ソニック」を禁煙に、それ以外は喫煙ルーム対応など[4]。
- 2008年3月：JR四国の特急列車が喫煙ルームを除き禁煙となる（乗車時間2時間以上のものは喫煙ルームで対応[30]）。
- 2009年
  - 3月：JR九州の全列車が禁煙化を行った[31]。さらに、JR東海在来線ホームにおける喫煙が終日禁煙となった。
  - 4月1日：JR東日本の駅構内の終日禁煙エリアを首都圏の一定エリア（おおよそ電車特定区間内）に新設[32]。
  - 6月：JR東海とJR西日本の在来線の列車（寝台列車および、岡山発着の四国方面特急の一部を除く）が全車禁煙化[33][34]。
  - 7月：京阪神近郊エリア（新幹線ホーム除く）における駅ホームでの終日禁煙を実施。
  - 10月1日：JR東日本の駅構内の終日禁煙エリアを首都圏の一定エリア（おおよそ電車特定区間内）から首都圏に拡大[35]。東海道本線・山陽本線は、東京 - 網干まで禁煙となる。
- 2010年3月：ダイヤ大幅改正を目安にJR東日本の駅構内の終日禁煙エリアを拡大。
- 2011年
  - 3月：東海道新幹線「のぞみ」、「ひかり」自由席の全車禁煙化[36] 及び、JR四国の在来線の列車（サンライズ瀬戸を除く）が全車禁煙化[37]。
  - 6月1日：JR東日本の首都圏における駅構内の終日禁煙エリアを拡大[38]。
- 2012年4月：JR九州の福岡・北九州都市圏の在来線駅構内が終日禁煙を実施。
- 2014年8月：JR北海道の札幌都市圏（Kitacaエリアのみ。分煙設備のある札幌駅と南千歳駅、新千歳空港駅を除く）の在来線駅構内が終日禁煙を実施。
- 2020年3月13日：700系新幹線の引退により，東海道新幹線・山陽新幹線から喫煙車(座席喫煙車)が全廃。
- 2020年11月1日：JR東日本の千葉支社における駅構内の終日禁煙エリアを拡大[39]。
- 2021年
  - 4月1日：JR東日本の新潟支社における駅構内の終日禁煙エリアを拡大[40]。
  - 10月1日より順次：JR東日本の長野支社における駅構内の終日禁煙実施駅を拡大[41]。
  - 12月1日より順次：JR東日本の水戸支社における駅構内の終日禁煙エリアを拡大[42]。
- 2022年3月1日初電：JR東日本の八王子支社における駅構内の終日禁煙実施駅を拡大[43]。
- 2024年3月16日：JR東海・JR西日本・JR九州の3社が東海道・山陽・九州新幹線車内の喫煙ルームをすべて廃止[9][10][11]。

### 日本の列車禁煙化の歴史（私鉄・第三セクター）
- 明治・大正年代（仔細不詳）：京浜急行電鉄をはじめとした都市近郊電車は、軌道条例又は軌道法により特許された為、全車禁煙とされる。
- 1904年2月18日：街鉄、東鉄（都電の前身）において車内喫煙禁止[44]。
- 1983年3月18日：近鉄特急に禁煙席を設置。座席指定席で初の禁煙席であり当時は車両の約半分が禁煙席であった。
- 1987年以前：特急「北アルプス」を除き、名古屋鉄道の名鉄特急が全席禁煙となる。
- 1987年7月1日：小田急電鉄が特急ロマンスカーの全列車の1 - 3号車に禁煙車を設置。
- 1995年4月1日：東武鉄道が禁煙区間を全線に拡大。
- 2001年10月1日：特急「北アルプス」の廃止に伴い、名古屋鉄道の名鉄特急が全席禁煙となる。
- 2003年7月1日：伊豆急行が、普通列車を全車禁煙化[45]。
- 2005年5月31日：南海電気鉄道が特急「ラピート」を全車禁煙化。
- 2007年
  - 3月：京成電鉄の「スカイライナー」を除く関東大手私鉄の特急が全車禁煙となる。
  - 3月18日：伊豆急行が、従来の普通列車に加え、特急列車（踊り子・スーパービュー踊り子（現・サフィール踊り子）・リゾート踊り子）も全車禁煙化[46]。
- 2010年7月：成田スカイアクセス開業に伴い京成電鉄の「スカイライナー」の喫煙席が廃止され、全車禁煙となる。
- 2011年9月1日：南海電気鉄道の「ラピート」以外の特急も全車禁煙となる。
- 2020年2月1日：近畿日本鉄道の特急列車が全席禁煙となる[47]。
- 2024年3月1日：近畿日本鉄道の特急列車内の全ての喫煙室が廃止される[14]。

## 鉄道以外の交通機関

### 航空
以前は、座席のリクライニング禁止と同じく事故防止を理由に離着陸時のみ禁煙で、巡航中は喫煙可であった。しかし分煙化が出来ない航空機は非喫煙乗客からの苦情が絶えず、1980年頃から喫煙席は徐々に減少していった。1999年に国際民間航空機関勧告に則り、全日空と日本航空が全面禁煙を開始した（当初からトイレ内は防火上の理由で禁煙であるが、常識を弁えない乗客の煙草を消させる目的で、灰皿自体は設置されている）。2000年に北海道国際航空（エア・ドゥ、ADO）が喫煙席を導入する試みを行なったが短期間で廃止されている。また国際線でも2001年のエールフランス（パブリックスペースのみ喫煙可だった）を最後に日本発着路線はすべて禁煙化された。
喫煙席があった時代でも、葉巻やパイプタバコはその強烈な香りのため全面禁止だった。
2004年1月15日より改正航空法が施行され、航空機のトイレ内での喫煙に対し、機長が中止を命じる事ができるようになり、中止に従わない場合は50万円以下の罰金に処せられる事になった。
ドイツでは2006年に全席が喫煙席（ただしファーストクラス）という内容で、デュッセルドルフ - 成田間の運航が計画されていた。ロンドンに本社を置く「スモーカーズ国際航空」が運航主体となる予定で、社長がヘビースモーカーとのこと。日本の健康増進法に抵触する可能性があり、結論は出ていなかった。結局この計画は頓挫した模様で、会社のウェブサイトも閉鎖されている。

### バス
かつては鉄道車両同様に「ロングシート車は禁煙」、「クロスシート車は喫煙可」であったが、1975年頃より近距離路線バスが禁煙となり、長距離路線も禁煙化が早く浸透した。九州の高速バスでは1980年代から禁煙席が設けられたが、分煙化ができないという問題があり、のちに全席が禁煙化された。
現在は、日本国内の定期路線バスは長距離路線も含めて禁煙である。また、観光バス仕様車でも灰皿を設置していない車両もある。禁煙表示されたバスの車内で喫煙すると、道路運送法28条違反（旅客自動車運送事業運輸規則53条6号違反）となり、同法104条3号により20万円以下の罰金に処せられる。

### 船舶
桟敷（2等）席は防災上の観点から、禁煙としている船舶が多い。個室については各船会社で対応が分かれている。また船内に喫煙室を設けている船も多い。船内レストランは分煙、禁煙で対応が分かれる。禁煙に指定されている場所での喫煙は30万円以下の罰金に処せられる。
神奈川県内を発地または着地とする客船は、神奈川県条例が適用され禁煙とされる（喫煙室の設置は可能）。神奈川県条例に違反した場合は、2万円以下の過料となる。

### タクシー
タクシー車内の禁煙化は認可制であったのが届出制に変わり、その地域における禁煙車の割合が90%以上であれば屋外表示灯での表示義務がなくなったことから 都道府県単位での実施が増加、2011年7月1日付で全都道府県で実施となった。

## 各国の状況

### フランス
- 2004年12月：TGVが全車禁煙となる。
- 2006年1月：在来線が禁煙となる。
- 2007年2月：保健省省令により公共交通機関がすべて禁煙となる。

### ドイツ
- 2007年9月：禁煙法により全車両禁煙となり駅構内の喫煙スペースも撤去、タクシーも全車禁煙となった。

### イタリア
- 2004年12月：禁煙法により鉄道車内が全車禁煙となる。

### 韓国
- 2003年より全列車が禁煙となる。ホーム、地下鉄駅も全面禁煙。鉄道駅は喫煙室のある駅のみ喫煙可能[49]。
- バスは全車両禁煙。

### アメリカ合衆国
- 2016年現在、中・長距離旅客列車を運行するアムトラック車内および駅舎内は原則全面禁煙である[50]。これは一般的なタバコはもちろん、電子タバコや医療用マリファナも対象とされている[50]。
- ただし長距離列車の場合は「スモーキング・ストップ」(Smoking Stop) が行われる[50]。これは一部の途中駅で数分間停車するもので、列車の停車するホームに下車した上での喫煙が認められる[50]。この告知は車内アナウンスによってなされるが、列車の遅延時には時間短縮が行われたり取りやめとなる場合もある[50]。また、州法などでホーム上の喫煙が禁じられている場合もあり、その場合は喫煙が認められない[50]。

### カナダ
- 2016年現在、中・長距離旅客列車を運行するVIA鉄道では車内・駅構内とも全面禁煙とされている[51]。